# 필리시

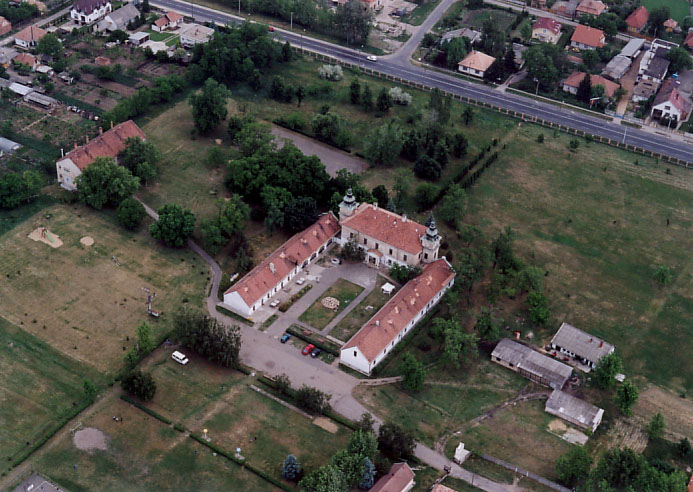
필리시에 위치한 벨레즈너이-냐리궁

필리시(헝가리어: Pilis)는 헝가리 페슈트주에 위치한 도시로 면적은 47.33km2, 인구는 11,432명(2004년 기준), 인구 밀도는 240명/km2이다. 행정 구역상으로는 모노르구에 속한다.
선사 시대에 사람이 살았지만 로마 제국의 통치가 끝나면서 버려졌다. 1326년 문헌에 처음 등장했으나 16세기에 오스만 제국의 지배를 받으면서 파괴되었다. 1711년부터 이 지역의 지주였던 벨레즈너이 야노시(Beleznay János)가 상헝가리 지방에서 데려온 슬로바키아인들에 의해 재건되었다. 1717년에는 벨레즈너이가 자신의 가족들을 위해 궁전을 지었다. 벨레즈너이 가문은 19세기에는 이 마을과 주변을 냐리(Nyári) 가문에게 매각했는데 냐리 가문은 궁전 이름을 벨레즈너이-냐리궁으로 바꿨다.

시 문장